# تشاك إيفانز
تشاك إيفانز (بالألمانية: Chuck Evans)‏ (12 ديسمبر 1971 في الولايات المتحدة - ) هو لاعب كرة سلة ألماني في مركز الهجوم خلفي. لعب مع ميرسي تايغرز.

## وصلات خارجية
- تشاك إيفانز على موقع كرة السلة الأوروبية.كوم (الإنجليزية)
- تشاك إيفانز على موقع كلية كرة السلة في سبورتس رفرنس.كوم (الإنجليزية)
- تشاك إيفانز على موقع ريلجم (الإنجليزية)
- تشاك إيفانز على موقع بروبوليرز (الإنجليزية)
- تشاك إيفانز على موقع سبورتس رفرنس (الإنجليزية)